# Clonmel
Clonmel (Iers: Cluain Meala) is een stad in het graafschap Tipperary in  Ierland. Tot 2014 was het de hoofdstad van het bestuurlijke graafschap Zuid Tipperary. Sinds de samensmelting van Noord en Zuid is het een van de twee hoofdplaatsen van het nieuwe Tipperary. Clonmel ligt in een vallei, met een aantal bergen en heuvels rondom. De Comeragh Mountains liggen ten zuiden, en de Slievenamon ligt ten oosten van de stad. De rivier de Suir stroomt door de stad.
Clonmel is met name in de middeleeuwen gebouwd; bewijzen hiervoor kunnen nog steeds in de stad worden teruggevonden. De stad was eens compleet ommuurd, maar slechts een klein stuk van de muur is nog steeds te zien. Een van de vroegere poorten in de muur is nu de West Gate, een poort uit de 19e eeuw. Oliver Cromwell bezette de stad in 1650, en de muren boden uiteindelijk niet genoeg weerstand. Cromwells leger leed echter zware verliezen voordat de stad kon worden ingenomen.
De stad is altijd een drukke handelsstad geweest. De rivier zorgde voor goede toegang tot de stad, en had zijn eigen kades. Charles Bianconi was tweemaal burgemeester van Clonmel, en zette zijn paard-en-wagens in als een vroege vorm van openbaar vervoer. In 1852 werd station Clonmel geopend, en kreeg Clonmel treinverbindingen met Waterford en Limerick. In recentere tijden hebben met name farmaceutische bedrijven zich in Clonmel gevestigd.

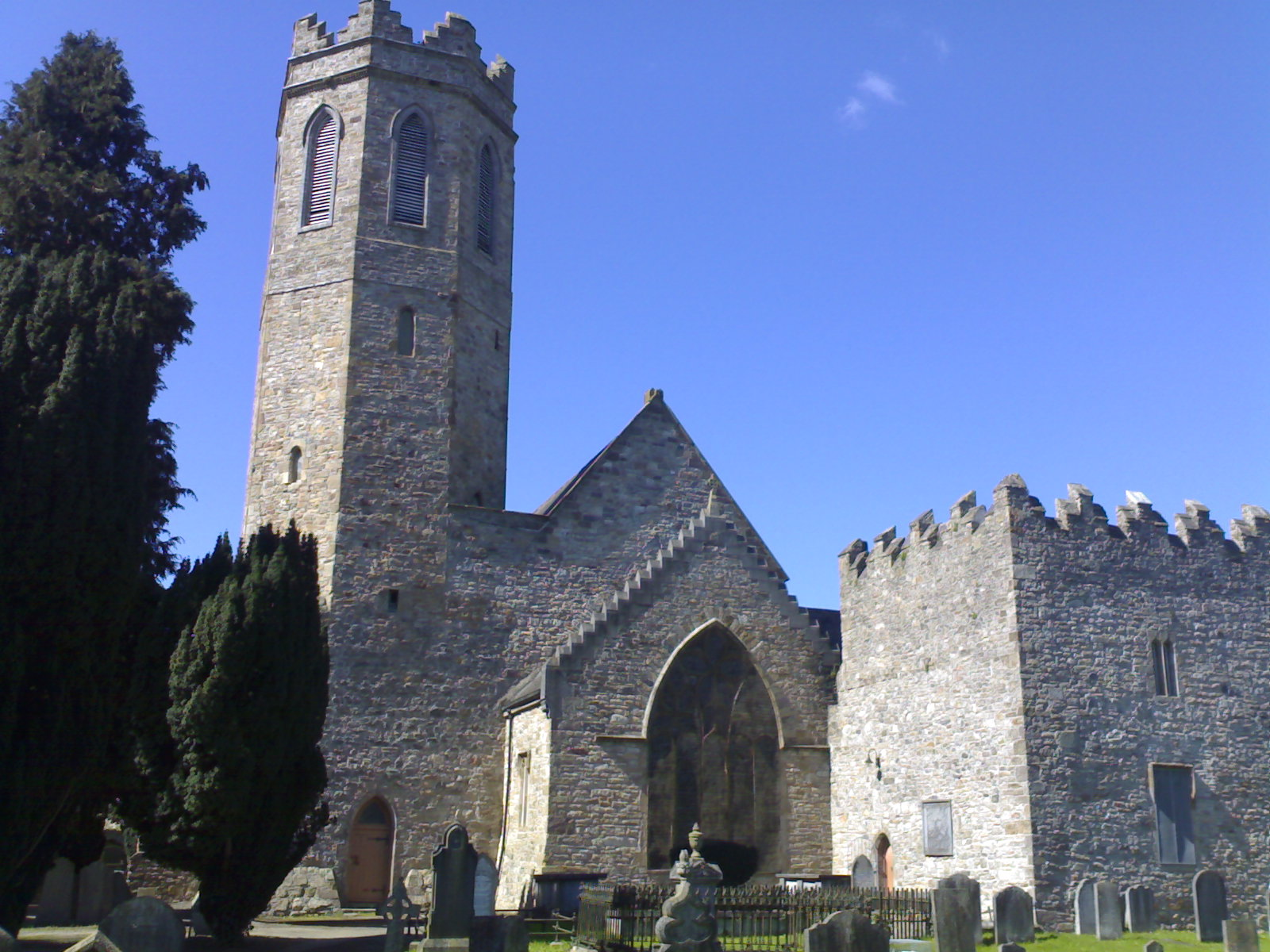
St Mary

De kerk van St. Mary is een van de belangrijkste gebouwen in de stad. Zoals veel kerken in Ierland werd de kerk honderden jaren geleden gesticht, waarschijnlijk in de 13e eeuw. Later is hij vele malen herbouwd en gerenoveerd. De kerk had ook versterkte gedeeltes omdat de stad van strategisch belang was, aanvankelijk voor de Hertogen van Ormonde, en later voor de Hertog van Kildare. Een aantal van de versterkte gedeeltes werden vernietigd toen Cromwell de stad innam.

## Geboren
- Laurence Sterne (1713-1768), romanschrijver, geestelijke
- Tom O'Mahoney (1945), Nederlandse golfbondscoach

## Overleden
- Pat O'Callaghan (1905-1991) atleet

## Trivia
- Clonmel is een van de plaatsen met een monument voor de Manchester Martelaren.